# Hồng tiểu binh

Hình chụp cảnh Hồng tiểu binh đang giơ cuốn Mao chủ tịch ngữ lục năm 1968 trên Nhân dân họa báo.

Hồng tiểu binh (tiếng Trung: 红小兵) là một thuật ngữ được sử dụng trong Cách mạng Văn hóa để chỉ các tổ chức quần chúng rộng rãi dành cho học sinh tiểu học và trung học hoạt động dưới ảnh hưởng của Đảng Cộng sản Trung Quốc.

## Lịch sử
Kể từ khi Cộng hòa Nhân dân Trung Hoa khai sinh vào năm 1949, Đội Thiếu niên Tiền phong Trung Quốc được thành lập, bao gồm học sinh tiểu học và trung học cơ sở trong độ tuổi từ 7 đến 14. Khi Cách mạng Văn hóa bắt đầu vào tháng 5 năm 1966, tại các trường trung học cơ sở và đại học, Hồng vệ binh lan rộng nhanh chóng như một tổ chức sinh viên mới. Ở các lớp tiểu học và trung học cơ sở, những học sinh chưa đủ tuổi gia nhập Hồng vệ binh đã thành lập tổ chức Hồng tiểu binh vào tháng 12 năm 1967 để thay thế Đội Thiếu niên Tiền phong Trung Quốc trước đây. Hồng tiểu binh trên khắp mọi miền đất nước đều tham gia các hoạt động như "đình chỉ lớp học để làm cách mạng", chỉ trích giáo viên và bắt chước Lôi Phong. Do giới hạn độ tuổi nên ảnh hưởng của Hồng tiểu binh đối với xã hội ít hơn nhiều so với Hồng vệ binh. Hầu hết những thành viên Hồng tiểu binh lớn tuổi sau này dần dần gia nhập Hồng vệ binh.
Các tạp chí dành cho thiếu nhi từng được xuất bản ở nhiều nơi trên toàn quốc đã buộc phải ngừng xuất bản khi Cách mạng Văn hóa bắt đầu, nhưng từ khoảng năm 1970, các nhà xuất bản nhân dân ở nhiều tỉnh khác nhau đã liên tiếp cho ra mắt các tạp chí như Hồng tiểu binh và Hồng tiểu binh họa báo. Sau khi Cách mạng Văn hóa kết thúc vào năm 1976, các tạp chí mang tên Hồng tiểu binh đều ngừng xuất bản hoặc đổi tên.
Ngày 27 tháng 10 năm 1978, Hội nghị toàn thể lần thứ nhất của Ban Chấp hành Trung ương Đại hội toàn quốc lần thứ X Đoàn Thanh niên Cộng sản Trung Quốc đã thông qua "Nghị quyết của Phiên họp toàn thể lần thứ nhất Ban Chấp hành Trung ương Đoàn lần thứ X về việc khôi phục tên gọi Đội Thiếu niên Tiền phong Trung Quốc", "Quyết định của Phiên họp toàn thể lần thứ nhất Ban Chấp hành Trung ương Đoàn Thanh niên Cộng sản lần thứ X về Bài ca Đội Thiếu niên Tiền phong Trung Quốc" và "Điều lệ Đội Thiếu niên Tiền phong Trung Quốc", qua đó tổ chức Hồng tiểu binh mới được khôi phục lại thành Đội Thiếu niên Tiền phong Trung Quốc.